# Plochilia
Plochilia är ett släkte av skalbaggar. Plochilia ingår i familjen Cetoniidae.
Kladogram enligt Catalogue of Life:
| Plochilia | \| \| Plochilia perrieri \| \| \| \| \| \| Plochilia scalabrii \| \| \| \| |
|           | \| \| Plochilia perrieri \| \| \| \| \| \| Plochilia scalabrii \| \| \| \| |
|           | Plochilia perrieri                                                         |
|           |                                                                            |
|           | Plochilia scalabrii                                                        |
|           |                                                                            |